# Hercostomus nanus
Hercostomus nanus är en tvåvingeart som först beskrevs av Macquart 1827.  Hercostomus nanus ingår i släktet Hercostomus och familjen styltflugor. Arten är reproducerande i Sverige. Inga underarter finns listade i Catalogue of Life.